# Clé articulaire
La clé articulaire est une technique de combat consistant à amener l'articulation d'un adversaire au maximum de son amplitude afin de le forcer à l'abandon ou le neutraliser. On peut distinguer les clés par la direction de la force exercée sur l'articulation :
- flexion ;
- extension ou hyperextension ;
- torsion.

Ces techniques sont pratiquées dans de nombreux arts martiaux, sports de combat, méthodes de défense personnelle et systèmes de combat militaire. Elles peuvent être par exemple utilisées par les forces de sécurité pour maîtriser une personne, tout en réduisant le risque de blessure.
La manipulation de l'articulation entraîne une douleur progressive en fonction de la force appliquée, mais si elle est réalisée trop violemment, peut entraîner diverses lésions sur les muscles, les tendons, les ligaments et entraîner une entorse, une luxation voire une fracture.
Les clés peuvent être utilisées pour soumettre l'adversaire, mais aussi pour projeter l'adversaire au sol. Dans ce cas, l'attaquant utilise la douleur provoquée par la clé pour forcer l'adversaire à se jeter au sol.
Les clés peuvent être classées en fonction de la partie du corps qui est visée :
- Les clés de bras visent les articulations de l'épaule et du coude.
- Les clés de jambe ciblent le genou.
- Il existe aussi des clés de cheville, de poignet, voire de doigts.
- Les clés de cou s'attaquent, elles, aux vertèbres cervicales.

## Types de clés

### Clé de bras en hyperextension
La clé de bras en hyperextension, souvent simplement nommée clé de bras, armbar ou straight armbar en anglais, juji-gatame (十字固) voire ude-hishigi-juji-gatame (腕挫十字固) en japonais, est une technique plaçant l'articulation du coude en limite d'étirement. Elle est typiquement exécutée en se positionnant perpendiculairement à son adversaire, les deux combattants dos au sol. Le bras de celui qui subit la prise est alors situé entre les jambes de l'attaquant, le coude devant le bassin utilisé comme premier point de levier. Le second point du levier est réalisé en appuyant la main de l'adversaire vers le bas.
La prise peut aussi être exécutée depuis une position de garde, ou même en clé de bras à la volée depuis la position debout ou flying armbar.
Elle peut aussi être utilisée en combinaison avec un étranglement en triangle sur le bras emprisonné. La prise est alors désignée comme sankaku-gatame (三角固) voire ude-hishigi-sankaku-gatame (腕挫三角固) au judo.

### Clé de coude en torsion
Les clés de coude en torsion sont des techniques ou l'assaillant applique un mouvement d'enroulement  sur le coude de l'adversaire pour le forcer à l'abandon.
Lorsque le bras de celui qui subit la technique est plié de manière plus ou moins perpendiculaire, paume de sa main vers le haut du corps et vers l'avant, l'attaquant attrape le poignet d'une main. Puis en glissant son autre bras sous le triceps du bras piégé, il connecte son autre main à son propre poignet. La main du bras qui subit reste maintenue au sol tandis que le coude est ramené le long du corps et soulevé par le bras du dessous pour exercer une importante pression sur le coude. La technique est nommée americana ou keylock en anglais et ude-garami (腕緘) en japonais,.
De manière analogue, la prise peut être réalisée lorsque le bras de celui qui la subit est plié main vers le bas du corps. On retrouve cette technique sous le nom de kimura, ude-garami inversé ou gyaku-ude-garami (逆腕緘). L'appellation kimura fait référence à un combat défi proposé par Hélio Gracie à Masahiko Kimura afin de prouver la supériorité de sa méthode de jiu-jitsu  développé au Brésil, devenue plus tard jiu-jitsu brésilien. À cette occasion, c'est pourtant Kimura qui domine le Brésilien et finit par le soumettre en utilisant cette clé de coude.
La clé peut aussi être réalisée avec les jambes et se nomme alors omoplata.

### Clé de genou en hyperextension

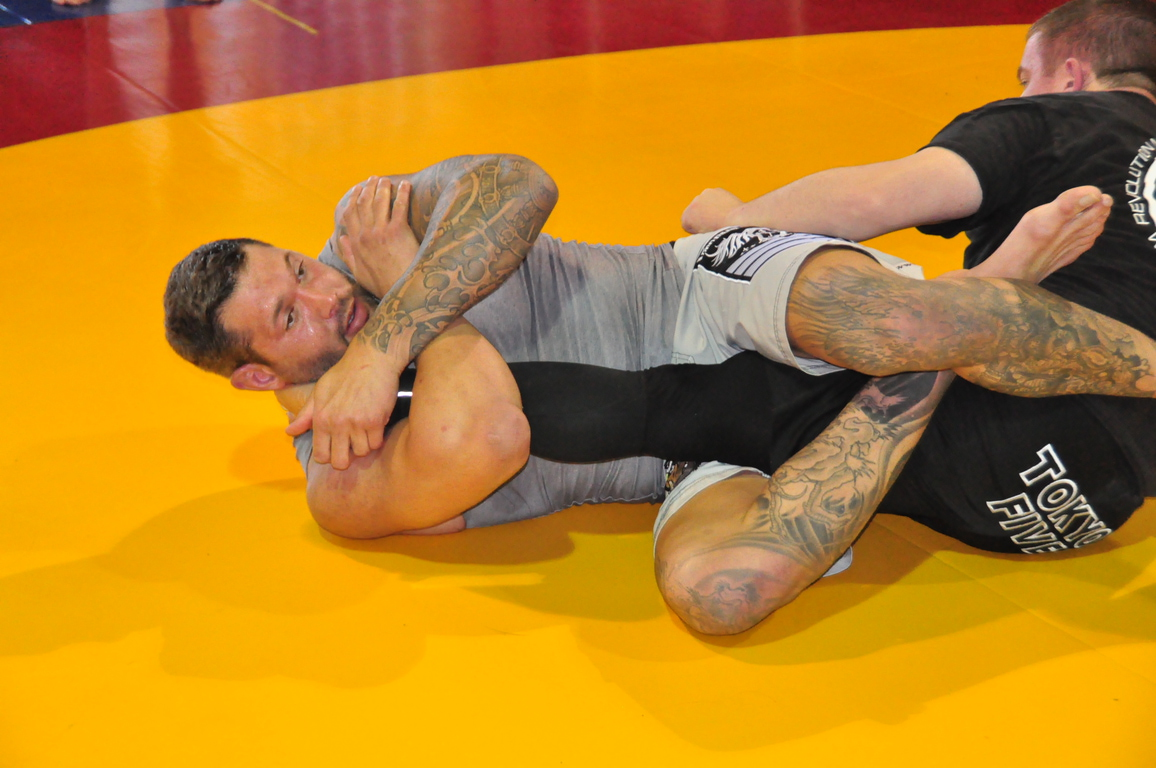
Clé de genou basique effectuée de manière similaire à la clé de bras.

La clé de genou en hyperextension, kneebar en anglais ou hiza-juji-gatame (膝十字固め) en japonais, repose sur le même principe que la clé de bras mais s'exerce sur le genou. L'exécutant coince la jambe de son adversaire entre ses jambes et la bloque avec ses bras de façon que la rotule de la personne subissant la technique soit pointée vers le corps de celui qui l'applique. Ce dernier applique ensuite une pression avec ses hanches forçant la jambe de l'adversaire à se tendre, et causant une hyperextension de l'articulation du genou.
Une variante de cette technique est accomplie de façon analogue en tenant la jambe avec les mains. L'exécutant coince le pied de son adversaire derrière une aisselle et applique la pression en utilisant la partie supérieure de son corps tout comme ses hanches, décuplant la pression au niveau du genou, et ainsi rendant le dégagement beaucoup plus difficile.

### Clé de genou en rotation
La clé de genou en rotation, appelée aussi clé de talon ou heel hook, est une clé où l'assaillant bloque la pointe du pied adverse et donne un mouvement de rotation au talon faisant tourner le tibia. Le mouvement se transmet au genou et met en contrainte les ligaments de l'articulation. La clé est considérée comme dangereuse
et la technique est ainsi souvent interdite en compétitions, comme en jiu-jitsu brésilien, ou réservées uniquement aux pratiquants expérimentées. Avec la popularité croissante du no-gi, cette technique est rapidement une des soumissions les plus dominantes à très haut niveau et l'une des plus présentes dans des compétitions comme l'ADCC.

### Clé de cheville dans l'axe
La clé de cheville dans l'axe (straight ankle lock), est une clé où l'assaillant, qui enserre sous son aisselle le pied de l'adversaire, va pencher son buste en arrière pour exercer une force sur la cheville. Cette clé est autorisée en ju jitsu brésilien à tout niveau, mais c'est en grappling que cette clé est la plus efficace puisque celui qui subit ne peut pas attraper le kimono adverse pour l'empêcher de partir en arrière.

### Clé de cheville en torsion
La clé de cheville en torsion (toe hold) est une clé ou l'assaillant attrape la cheville adverse en contrôle kimura pour lui donner une rotation. Cette clé a beau être efficace, les combattants l'effectuent souvent quand la clé de genou en hyperextension a échoué car cette dernière est plus compliquée à contrer.